# Thirunalloor Karunakaran

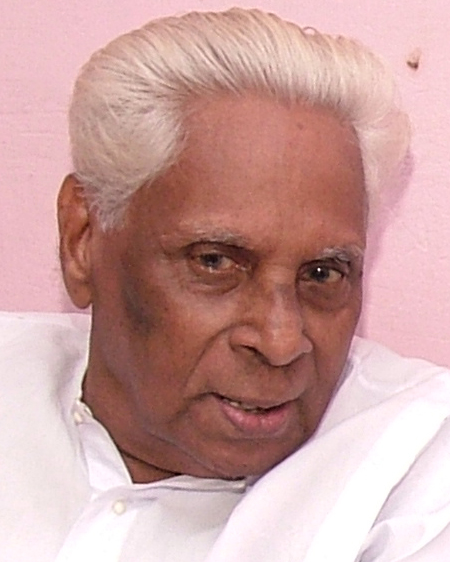
Thirunalloor Karunakaran

Thirunalloor Karunakaran(en malabar തിരുനല്ലൂർ കരുണാകരൻ, 8 de octubre de 1924-5 de julio de 2006) fue un poeta y erudito indio del estado de Kerala.

## Biografía
Nació en la aldea de Perinad, en el distrito de Kollam.
Comenzó a estudiar sánscrito en la forma tradicional antes de entrar en la escuela primaria y publicó su primer libro, mientras estaba en la escuela. En sus años de estudiante, escribió muchos poemas, letras y artículos en periódicos y en el momento de entrar en la universidad, sus estrechos contactos con los líderes comunistas habían hecho de él un firme partidario del Partido Comunista de la India.
Después de tomar el grado de Maestro en malabar, se convirtió en profesor en la universidad. Se desempeñó como miembro de la Comisión de Servicio Público de Kerala por un período de 6 años. Más tarde, trabajó como editor de 'Janayugam', una revista cultural semanal del Partido Comunista de la India. En 1973, visitó la Unión Soviética como miembro de la delegación de escritores en lenguas indígenas que participaron en 'Los escritores Afro-Asiático Conferencia' , celebrada en Kazajistán. Murió el 5 de julio 2006 en su residencia de Quilon. Fue enterrado sin los ritos religiosos y ceremonias de costumbre, como él quería. 
Un festival cultural de tres días denominado 'Thirunallur Kavyolsavam' se celebra cada año a partir de 1 de mayo (Día Internacional de los Trabajadores) en la costa del lago Ashtamudi en Kollam en su honor.

## Literatura
Estudió la filosofía india y el marxismo en profundidad y formaron una visión única. Esta visión es el poder central de su poesía. Él escribió largos poemas narrativos y canciones cortas y traducido varios libros de otros idiomas en malabar. Ha publicado 13 libros de poemas, 4 traducciones, 4 libros de prosa y varios artículos sobre la lengua y la literatura y temas socio-políticos. 
Sus traducciones incluyen 'Rubaiyat' de Omar Khayyam y 'Gitanos' de Alexander Pushkin.